# Kim Stolz
Kimberly Lynn Stolz (New York, 8 giugno 1983) è una conduttrice televisiva e modella statunitense.

## Biografia
Kim Stolz nasce a New York, dove frequenta The Brearley School (Manhattan). Nel 2005 si laurea alla Wesleyan University in politiche internazionali con una tesi sulla politica estera adottata dagli USA. Dopo gli studi lavora per un breve periodo nell'ambito giuridico per poi passare definitivamente al mondo dello spettacolo. Sua madre è Carol Brandt, modella negli anni '60 e '70.

## Carriera

### America's Next Top Model
Nell'autunno 2005 entra a far parte del celebre programma televisivo America's Next Top Model. Qui spesso viene criticata in merito alla sua sessualità, infatti alcuni giudici dello show ritengono che sia troppo mascolina. Durante questa esperienza nascono alcune voci riguardo ad un flirt con la collega Sarah Rhoades in seguito alle immagini registrate dalle telecamere delle due ragazze che si baciano.
In un'intervista fatta dal sito web AfterEllen Stolz ha dichiarato: "Credo che molte persone abbiano immediatamente collegato il mio apparire con la sessualità, di conseguenza hanno analizzato la mia mascolinità molto più di quanto avrebbero fatto con altre persone". È stata la nona concorrente ad essere eliminata, arrivando così tra le cinque finaliste.

### Moda
Al termine di America's Next Top Model comincia a lavorare come modella e firma un contratto con la Elite Model Management di New York.
Partecipa alle campagne pubblicitarie di American Eagle, Brooklyn Industries e Ruehl no.925.
Nel biennio 2006/2007 sfila per Alice & Olivia, Sprite Street Couture, Reyes, Chris Benz.
Appare su TeenVogue, Go Magazine, Knit.1, Cover Magazine (aprile 2007), Nordstrom's (novembre 2006). Nel 2009 firma un contratto con la Ford Models, lasciando così l'agenzia Elite.

### Televisione e giornalismo
Presto diventa uno dei principali volti di MTV, dove conduce lo show The Freshman su mtvU ed è corrispondente da New York per il programma MTV News.
Nel 2008 intervista i candidati alle primarie John Edwards e Mike Huckabee.
Nel 2009 scrive per l'Huffington Post. Nei suoi articoli si occupa di politica, con particolare attenzione all'amministrazione Obama. È spesso presente nei talk show del canale televisivo Fox News. Il 7 luglio è la corrispondente per MTV News alla commemorazione pubblica di Michael Jackson. A settembre partecipa agli MTV Video Music Awards come inviata dal tappeto rosso; inoltre è la protagonista dello spot pubblicitario di Rhapsody, servizio di musica digitale.
Ha fatto un piccolo ruolo in Veronica Mars II in cui faceva l'assistente vendite di un noleggio auto.

## Agenzie
- Ford Models - New York
- Elite Model Management - New York